# Catedral de Szeged
La catedral de Nuestra Señora de Hungría de Szeged (en húngaro: Magyarok Nagyasszonya püspöki székesegyház), conocida también como iglesia Votiva (Fogadalmi templom) es una catedral católica húngara localizada en la ciudad de Szeged, que constituye la principal iglesia de la diócesis de Szeged-Csanád (en latín Diœcesis Szegediensis-Csanadiensis). Si bien su construcción inició en 1913, sólo pudo ser terminada en 1930 debido a la Primera Guerra Mundial.
De estilo neorrománico y de dos chapiteles, es la cuarta iglesia más grande de Hungría; su cúpula mide 54 m (177′ 2″) desde el suelo, es decir, 33 m (108′ 3″) por encima del piso interior, además, ambas torres alcanzan los 91 m (298′ 7″) de altura. La Campana de los héroes, en la torre más cercana al Tisza, pesa 8600 kg (18920 lb).